# Glyptothorax silviae
Glyptothorax silviae es una especie de peces de la familia Sisoridae en el orden de los Siluriformes.

## Morfología
• Los machos pueden llegar alcanzar los 8 cm de longitud total.

## Distribución geográfica
Se encuentra en la cuenca del río Tigris a la Irán.